# Johann Eberhard zu Eltz
Johann Eberhard, Edler Herr zu Eltz, auch genannt Sohn zu Eltz (* 1594 in Saarbrücken; † um 1655 in Mainz (?)) war im Dreißigjährigen Krieg in den Jahren 1626/27 Kanzler im Fürstentum Braunschweig-Wolfenbüttel und von 1628 bis 1634 in Diensten Wallensteins Kanzler im Herzogtum Mecklenburg.

## Leben
Johann Eberhard, aus dem Hause von und zu Eltz stammend, der calvinistische Sohn eines kurpfälzischen Amtmannes und Enkel des Johann Adolph zu Eltz-Bliescastel und der Katharina von Brandscheidt-Rodendorf, studierte ab 1608 Rechtswissenschaften an der Universität Gießen. 1619 war er kurpfälzischer Gesandter bei der Kaiserwahl Ferdinands II. 1620 wurde sein Landesherr, Friedrich von der Pfalz, nach einjähriger Herrschaft als „Winterkönig“ aus Böhmen vertrieben und die Pfalz durch spanisch-habsburgische Truppen besetzt.
Eltz trat nun in die Dienste von Friedrich Ulrich von Braunschweig-Wolfenbüttel ein, einem von seinen Räten ausgenutzten, unfähigen Herrscher. 1624 wurde Eltz Vizekanzler und 1626 Kanzler im Fürstentum Wolfenbüttel. Friedrich Ulrich versuchte im Dreißigjährigen Krieg zunächst neutral zu bleiben. Als jedoch sein Onkel, der dänische König Christian IV., zur Unterstützung der Protestantischen Union in Norddeutschland einmarschierte und ihn auf seine Seite zwingen wollte, gelang ihm das, indem er Eltz und den herzoglichen Rat Bartold von Rautenberg (Schwiegervater von Eltz' Bruder Philipp Samson) bestechen ließ, wodurch Anfang 1626 die Dänen die Festung Wolfenbüttel in Besitz nehmen konnten. Das Kriegsgeschehen wurde jetzt in das Land Braunschweig getragen. Nachdem König Christian IV. im August 1627 die Schlacht bei Lutter am Barenberge verloren hatte, wurde die Festung von dem kaiserlichen General Gottfried Heinrich Graf zu Pappenheim angegriffen und im Dezember 1627 erobert. Damit endete die Kanzlerschaft von Eltz.
Eltz wechselte nun die Seiten und wandte sich den Kaiserlichen und der Katholischen Liga zu. Er gewann das Vertrauen von Wallenstein, dem Oberbefehlshaber der kaiserlichen Truppen. Dieser, konvertierter Katholik zwar, aber ohne religiösen Eifer, setzte grundsätzlich Protestanten ebenso wie Katholiken als Offiziere in seinen Truppen ein und ebenso hielt er es in der Landesverwaltung des von ihm ab 1628 regierten Herzogtums Mecklenburg. Er griff bei seiner Umgestaltung der zuvor ineffektiven Landesverwaltung und Justiz sowohl auf Einheimische als auf mitgebrachte Böhmen und andere Ausländer zu. Im Dezember 1628 wurde Eltz von Wallenstein zum Kanzler ernannt. Er gehörte damit zum herzoglichen Kabinett, zusammen mit dem Statthalter (dem Vorsitzenden des dreiköpfigen Geheimen Rates) und dem Regenten (zuständig für die Finanzen in Wallensteins Ländern). 
Die von Eltz geführte mecklenburgische Kanzlei, zuvor für alle Regierungsgeschäfte und auch für die Rechtsprechung zuständig, wurde bei der weitgehenden Trennung von Justiz und Verwaltung auf einen klar umrissenen Aufgabenkreis reduziert: Landesherrliche Rechte, Lehen- und Grenzsachen, Beziehungen zum Römischen Reich und Diplomatie. Sie bestand aus dem Kanzler, dem Direktor, fünf Räten, einem Archivar, einem Protonotar, drei Sekretären und drei Registratoren. 1630 endete Wallensteins Herrschaft in Mecklenburg infolge der Eroberung durch die Schweden. Eltz blieb jedoch als Kanzler in Wallensteins Diensten, nun formal in dessen Herzogtum Friedland, eigentlich aber als Faktotum, das auch in diplomatischen Missionen eingesetzt wurde: „Der Rechtsgelehrte wußte so sich unentbehrlich zu machen, daß er bei seinem großen Brotgeber aushielt, in Deutschland wie in Böhmen, bis zum letzten Tag, obgleich unter Qualen, wie Eltz nach dem letzten Tage die Welt wissen ließ“ (Golo Mann). Der Barockdichter Martin Opitz sollte auf seine Empfehlung hin an die geplante Wallenstein-Universität in Sagan berufen werden.
Nach Wallensteins Ermordung 1634 konvertierte Eltz 1635 in Wien zum Katholizismus. Er wirkte dann als Hofrat in Baden. Von 1645 bis 1654 war er kurmainzischer Statthalter für das Eichsfeld in Heiligenstadt unter den Kurfürst-Erzbischöfen Wambolt und Schönborn. 
Zeitgenössische Stimmen bezeichneten Eltz als „gerissensten Kalvinisten von ganz Deutschland“. Im 19. Jahrhundert wurde Eltz eine „geschmeidige Versatilität“ in Glaubensfragen und politischen Intrigen bescheinigt. Aus heutiger Sicht wird bezüglich seiner Kanzlerschaft im Fürstentum Braunschweig-Wolfenbüttel festgestellt, dass er eine negative Schlüsselrolle für die Ausweitung des Kriegsgeschehens auf das Braunschweiger Land gespielt habe.